# Oggetti non stellari nella costellazione della Chioma di Berenice
Principali oggetti non stellari presenti nella costellazione della Chioma di Berenice.

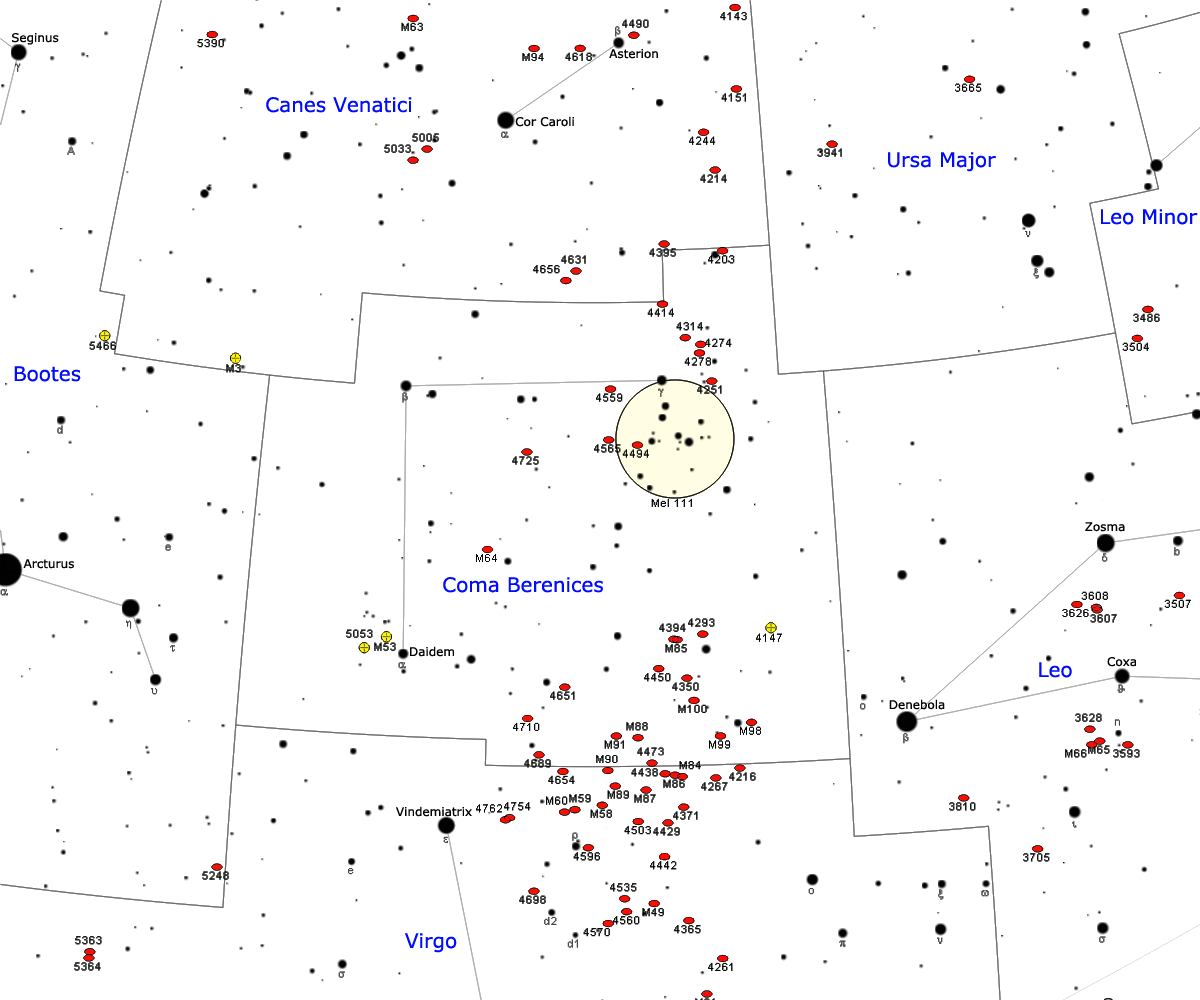
Mappa della costellazione della Chioma di Berenice.

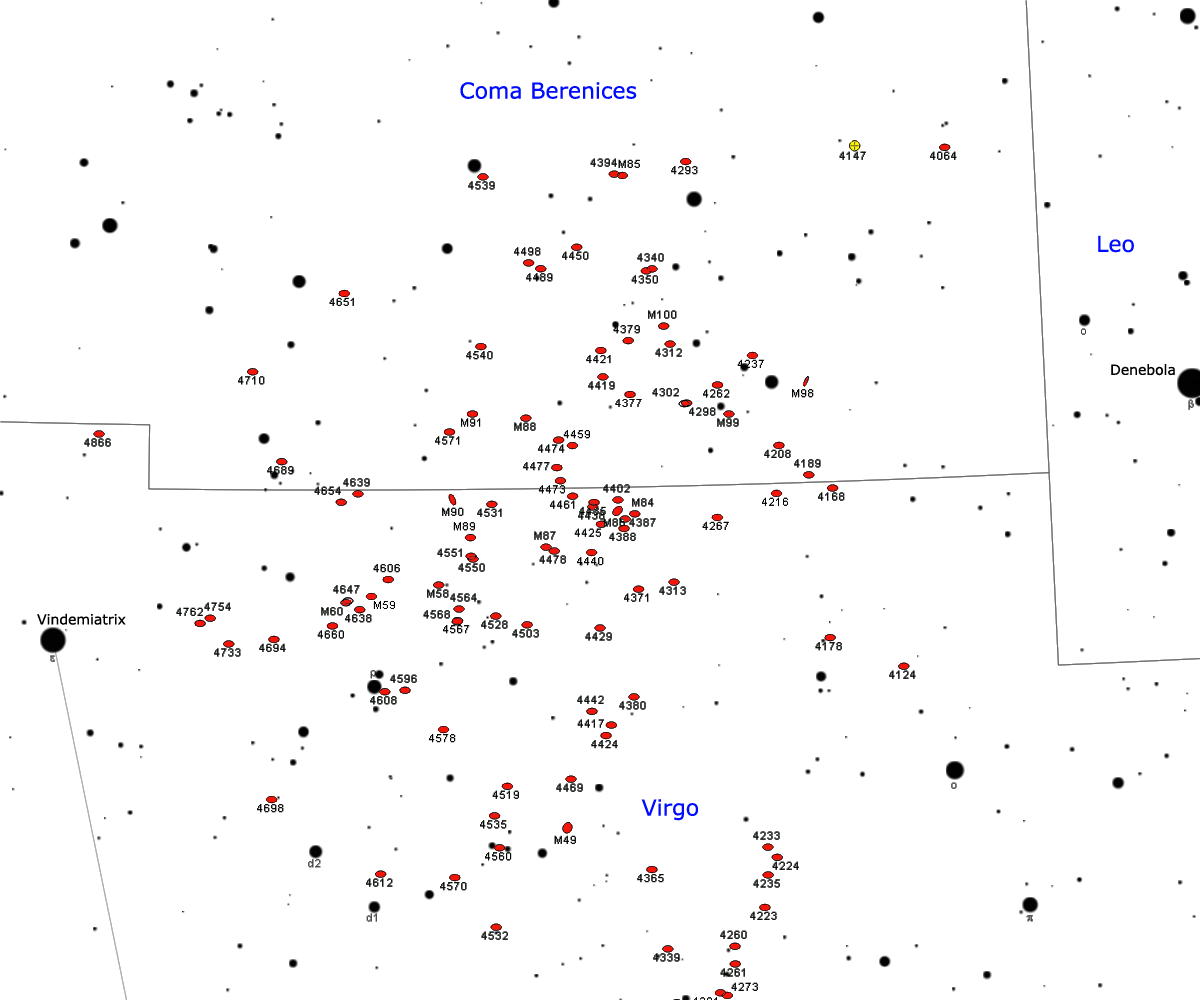
Mappa dell'ammasso di galassie della Chioma e della Vergine.

## Ammassi aperti
- Mel 111

## Ammassi globulari
- NGC 4147
- M53
- NGC 5053

## Galassie
- Galassia Nana della Chioma di Berenice
- M64
- Galassie Topo
- IOK-1
- M85
- M85-HCC1 (satellite di M85)
- M88
- M91
- M98
- M99
- M100
- NGC 4203
- NGC 4208
- NGC 4251
- NGC 4274
- NGC 4278
- NGC 4293
- NGC 4314
- NGC 4340
- NGC 4350
- NGC 4394
- NGC 4414
- NGC 4450
- NGC 4459
- NGC 4473
- NGC 4477
- NGC 4494
- NGC 4559
- NGC 4565
- NGC 4651
- NGC 4725
- NGC 4789A
- NGC 4889
- NGC 4921
- PGC 83677
- UGC 7342
- VCC 1287

## Ammassi di galassie
- Abell 1413
- Ammasso della Chioma
- Superammasso della Chioma
- Superammasso della Vergine-Chioma

## Lampi gamma
- GRB 050509b